# Partit Social Demòcrata (Angola)
El Partit Social Demòcrata (Partido Social-Democrata) és un partit polític d'Angola. Fou fundat a Luanda el 16 de novembre de 1988 per Bengui Pedro João. A les eleccions generals d'Angola de 1992 va obtenir el 0,84 % dels vots i un escó pel seu líder, Bengui Pedro João, qui es va veure embolicat en una polèmica en ser acusat d'arribar a un acord amb el MPLA per sufocar l'oposició i que va ser expulsat del partit per mala conducta el novembre de 2005, però es va negar a deixar el seu escó, provocant que el nou dirigent del partit, Nzuzi Nsumbo, impugnés el seu escó. No es va presentar a les eleccions legislatives d'Angola de 2008. El seu cap Nzuzi Nsumbo va morir en maig de 2011.